# Lernaeopodina relata
Lernaeopodina relata är en kräftdjursart som beskrevs av C. B. Wilson 1915. Lernaeopodina relata ingår i släktet Lernaeopodina och familjen Lernaeopodidae. Inga underarter finns listade i Catalogue of Life.